# This is Reggae Music
This Is Reggae Music från 1976 är ett samlingsalbum (Dubbel-LP och ytterligare en LP) med blandade artister. Låten This Is Reggae Music med den då populära gruppen Zap Pow inleder denna "antologi" över de populäraste reggaeartisterna i musikgenrens bakgrund första hälften av 1970-talet. Samlingsalbumet är så tidigt att det inte skyltar med att Bob Marley medverkar i två låtar, I Shot The Sheriff och Concrete Jungle . I stället anges, helt riktigt, att bandet The Wailers framför dessa låtar som spelades in 1973. The Wailers fasta medlemmar under åren 1970 – 1974 bestod av Aston Barrett på bas, brodern Carlton Barrett på trummor, bandets grundare Neville Livingstone (sedermera Bunny Wailer) sång och congas, P. McIntosh sång och basgitarr, samt R Marley sång och rytm gitarr.
Flera av artisterna och banden på de tre LP-skivorna har blivit "reggaeikoner" och de som lever idag bokas till reggaefestivaler runt om i världen ännu en bit in på 2000-talet: Max Romeo, Bunny Wailer, Aswad, Third World, Jimmy Cliff, Toots and The Maytals, The Heptones, Burning Spear, Augustus Pablo.
En del av intäkterna från albumen gick till en fond vid namn Jamal (Jamaican Movement for the Advancement of Literacy. Målsättningen med Jamal var att öka läs- och skrivkunnigheten på alla nivåer, särskilt hos vuxna som var mer eller mindre analfabeter, i det jamaicanska samhället. När väl människor lärt sig läsa och skriva skulle Jamal erbjuda fortsatt vuxenutbildning på olika områden.

## Låtlistor
| THIS IS REGGAE MUSIC LP 1 och 2 | THIS IS REGGAE MUSIC LP 1 och 2 | THIS IS REGGAE MUSIC LP 1 och 2     |
| ------------------------------- | ------------------------------- | ----------------------------------- |
| 1.                              | Zap Pow                         | This is Reggae Music                |
| 2.                              | The Wailers                     | I Shot the Sheriff                  |
| 3.                              | Joe Higgs                       | "The World is Upside Down           |
| 4.                              | Jimmy Cliff                     | Hey Mr Yesterday                    |
| 5.                              | Toots and The Maytals           | Funky Kingston                      |
| 6.                              | Lorna Bennett                   | Breakfast in Bed                    |
| 7.                              | Toots and the Maytals           | Louie, Louie                        |
| 8.                              | Owen Gray                       | Guava Jelly                         |
| 9.                              | The Heptones                    | Book of Rules                       |
| 10.                             | The Wailers                     | Concrete Jungle                     |
| 11.                             | George Dekker                   | Time Hard                           |
| 12.                             | Peacemakers                     | Run Come Sharp                      |
| 13.                             | Scotty & Lorna Bennett          | Skank in Bed                        |
| 14.                             | Rudie Mowatt                    | Love You Baby                       |
| 15.                             | Third World                     | Freedom Song                        |
| 16.                             | The Heptones                    | Country Boy                         |
| 17.                             | Justin Hines & The Dominoes     | Carry Go Bring Come                 |
| 18.                             | Augustus Pablo                  | King Tubby Meets The Rockers Uptown |
| 19.                             | Desi Young                      | I Don't Know Why I Love You         |
| 20.                             | Burning Spear                   | Old Marcus Garvey                   |

| THIS IS REGGAE MUSIC VOL 3 (LP) | THIS IS REGGAE MUSIC VOL 3 (LP) | THIS IS REGGAE MUSIC VOL 3 (LP) |
| ------------------------------- | ------------------------------- | ------------------------------- |
| 1.                              | Junior Murvin                   | Police and Thieves              |
| 2.                              | Lee Perry                       | Roast Fish & Cornbread          |
| 3.                              | Max Romeo & The Upsetters       | War Ina Babylon                 |
| 4.                              | Justin Hines                    | Natty Takeover                  |
| 5.                              | Jah Lion                        | Columbia Colly                  |
| 6.                              | Burning Spear                   | Man in the Hills                |
| 7.                              | Prince Jazzbo & The Upsetters   | Croaking Lizard                 |
| 8.                              | Bunny Wailer                    | Rastaman                        |
| 9.                              | Peter Tosh                      | No Symphaty                     |
| 10.                             | Aswad                           | Three Babylon                   |